# Gábor Benedek
Gábor Benedek (* 23. März 1927 in Tiszafüred) ist ein ehemaliger ungarischer Moderner Fünfkämpfer, der 1952 zwei olympische Medaillen gewann.
Seit 1948 für MTK Csepel startend, gewann er 1949 und von 1951 bis 1953 die ungarische Meisterschaft in der Mannschaftswertung. Bei den Olympischen Spielen 1952 in Helsinki lag Benedek nach drei Disziplinen zusammen mit seinem Landsmann István Szondi in Führung. Im Schwimmen, der vierten Disziplin, fiel er mit einem 18. Platz weit zurück, während der Schwede Lars Hall die Führung übernahm. Benedek belegte im abschließenden Geländelauf den zweiten Platz und konnte damit noch Silber hinter Lars Hall gewinnen, Szondi erhielt Bronze. In der erstmals ausgetragenen Mannschaftswertung gewannen Benedek, Szondi und Aladár Kovácsi sicher vor dem schwedischen Team. Bei der Weltmeisterschaft 1953 in Chile gewann Benedek Gold vor Szondi, die Mannschaft konnte sich nach dem Ausfall des dritten Mannes nicht platzieren. 1954 vor heimischem Publikum in Budapest wurde die Mannschaft mit Szondi, Benedek und Károly Tasnádi Weltmeister, im Einzel gewann der Schwede Björn Thofelt. 1956 in Melbourne nahm Benedek noch einmal an Olympischen Spielen teil. Er erreichte in den Einzelwertung den sechsten Platz, mit der Mannschaft belegte er Rang 4.
Nach seiner Karriere war der Diplomsportlehrer Trainer in Ungarn, unter anderem betreute er die Olympiasieger Ferenc Török und István Móna. 1969 zog Benedek nach Deutschland und wurde erster hauptamtlicher Trainer in Deutschland. Er baute beim Reiterstützpunkt in Warendorf und später in Bonn Trainingszentren für Moderne Fünfkämpfer auf und die von ihm entdeckten und betreuten Sportler bildeten über Jahre das Rückgrat der deutschen Nationalmannschaft. Seit 1992 lebt Benedek als Rentner in Sankt Augustin. 